# IV World Skate Games
La quarta edizione dei World Skate Games è stata ospitata da Roma dal 30 agosto al 22 settembre 2024 con lo scopo di unire atleti di livello internazionale in una competizione che celebra lo sport rotellistico.

## I Giochi

### Sedi di gara
Le gare si sono svolte in tutto il territorio nazionale.

#### Roma
- Ostia: skateboarding, roller freestyle, scooter
- Colle Oppio: skateboarding, roller freestyle
- Pincio: skateboarding, roller freestyle, inline freestyle, skate cross

#### Altre città
- Chieti: Inline alpine slalom
- Montesilvano: roller derby, pattinaggio di velocità (pista e maratona)
- Novara: hockey su pista
- Pescara: pattinaggio di velocità (100m e maratona)
- Rimini: pattinaggio artistico a rotelle
- Roccaraso: hockey in-line
- Sulmona: pattinaggio di velocità (strada)
- Tortoreto: downhill, skateboarding (downhill)

### Discipline
I III World Skate Games hanno compreso 155 eventi in 13 discipline:
- Downhill (dettagli)
- Sport elettronici (dettagli)
- Hockey su pista (dettagli)
- Hockey in-line (dettagli)
- Inline alpine slalom (dettagli)
- Pattinaggio artistico a rotelle (dettagli)
- Pattinaggio di velocità (dettagli)
- Pattinaggio freestyle (dettagli)
- Roller derby (dettagli)
- Roller freestyle (dettagli)
- Scooter (dettagli)
- Skateboarding (dettagli)
- Skate cross (dettagli)

### Calendario
Il calendario è stato ufficialmente diffuso nel 2024:
| OC | Opening ceremony | ● | Event competitions | 1 | Event finals | CC | Closing ceremony |

| Sport/Data                      | Sport/Data                      | Agosto | Agosto | Settembre | Settembre | Settembre | Settembre | Settembre | Settembre | Settembre | Settembre | Settembre | Settembre | Settembre | Settembre | Settembre | Settembre | Settembre | Settembre | Settembre | Settembre | Settembre | Settembre | Settembre | Settembre | Sport |
| Sport/Data                      | Sport/Data                      | 30 Ven | 31 Sab | 1 Dom     | 2 Lun     | 3 Mar     | 4 Mer     | 5 Gio     | 6 Ven     | 7 Sab     | 8 Dom     | 9 Lun     | 10 Mar    | 11 Mer    | 12 Gio    | 13 Ven    | 14 Sab    | 15 Dom    | 16 Lun    | 17 Mar    | 18 Mer    | 19 Gio    | 20 Ven    | 21 Sab    | 22 Dom    | Sport |
| ------------------------------- | ------------------------------- | ------ | ------ | --------- | --------- | --------- | --------- | --------- | --------- | --------- | --------- | --------- | --------- | --------- | --------- | --------- | --------- | --------- | --------- | --------- | --------- | --------- | --------- | --------- | --------- | ----- |
| Cerimonie                       | Cerimonie                       |        |        |           |           |           |           |           | OC        |           |           |           |           |           |           |           |           |           |           |           |           |           |           |           | CC        |       |
| Inline downhill                 | Inline downhill                 |        |        |           |           |           |           |           |           |           |           |           |           |           |           |           |           |           |           |           |           | 2         |           | 2         |           | 4     |
| Sport elettronici               | Sport elettronici               |        |        |           |           |           |           |           |           |           |           |           |           |           |           |           |           |           |           |           | ●         | 2         |           |           |           | 2     |
| Hockey su pista                 | Hockey su pista                 |        |        |           |           |           |           |           |           |           | ●         | ●         | ●         |           | ●         | ●         | 1         |           | ●         | ●         | ●         | ●         | ●         | 1         | 1         | 3     |
| Inline hockey                   | Inline hockey                   | ●      | ●      | ●         | 1         | ●         | ●         | ●         | ●         | ●         | 1         | ●         | ●         | ●         | ●         | ●         | ●         | 1         | ●         | ●         | ●         | ●         | ●         | ●         | 1         | 4     |
| Inline alpine slalom            | Inline alpine slalom            |        |        |           |           |           |           |           |           | 5         | 5         | 4         | 4         |           |           |           |           |           |           |           |           |           |           |           |           | 18    |
| Pattinaggio artistico a rotelle | Pattinaggio artistico a rotelle |        |        |           |           |           |           |           |           |           | ●         | 3         | ●         | ●         | 2         | 1         | 1         | 2         | 2         | ●         | ●         | 4         | 3         | 3         |           | 21    |
| Pattinaggio di velocità         | Pattinaggio di velocità         |        |        |           |           |           |           |           |           |           |           |           |           |           |           | 8         | 8         | 4         | 4         | 6         | 6         |           | 4         | 2         |           | 42    |
| Roller derby                    | Roller derby                    |        |        |           |           |           |           |           |           |           |           |           |           |           |           |           |           |           |           |           |           | ●         | ●         | ●         | 2         | 2     |
| Pattinaggio freestyle           | Pattinaggio freestyle           |        |        |           |           |           |           |           |           |           |           |           |           | 4         | 5         | 4         | 4         |           |           |           |           |           |           |           |           | 17    |
| Roller freestyle                | Roller freestyle                |        |        |           |           |           |           |           |           |           |           |           |           |           | ●         | ●         | 4         |           |           | ●         | ●         | 4         | 2         |           |           | 10    |
| Scooter                         | Scooter                         |        |        |           |           |           |           |           |           |           |           |           | ●         | ●         | ●         | 3         |           |           |           | ●         |           | ●         |           | 3         |           | 6     |
| Skateboarding                   | Skateboarding                   |        |        |           |           |           |           |           | ●         | 2         |           |           | ●         | ●         | ●         | 2         | 2         | 2         | 2         |           | ●         | ●         | 4         | 4         | 2         | 20    |
| Skate cross                     | Skate cross                     |        |        |           |           |           |           |           |           | 2         | 4         |           |           |           |           |           |           |           |           |           |           |           |           |           |           | 6     |
| Medaglie                        | Medaglie                        | 0      | 0      | 0         | 1         | 0         | 0         | 0         | 0         | 9         | 10        | 7         | 4         | 4         | 7         | 18        | 20        | 9         | 8         | 6         | 6         | 12        | 13        | 15        | 6         | 155   |
| Totale cumulativo               | Totale cumulativo               | 0      | 0      | 0         | 1         | 1         | 1         | 1         | 1         | 10        | 18        | 27        | 31        | 35        | 42        | 60        | 80        | 89        | 97        | 103       | 109       | 121       | 134       | 149       | 155       | 155   |
| Sport/Data                      | Sport/Data                      | Agosto | Agosto | Settembre | Settembre | Settembre | Settembre | Settembre | Settembre | Settembre | Settembre | Settembre | Settembre | Settembre | Settembre | Settembre | Settembre | Settembre | Settembre | Settembre | Settembre | Settembre | Settembre | Settembre | Settembre | Sport |
| Sport/Data                      | Sport/Data                      | 30 Ven | 31 Sab | 1 Dom     | 2 Lun     | 3 Mar     | 4 Mer     | 5 Gio     | 6 Ven     | 7 Sab     | 8 Dom     | 9 Lun     | 10 Mar    | 11 Mer    | 12 Gio    | 13 Ven    | 14 Sab    | 15 Dom    | 16 Lun    | 17 Mar    | 18 Mer    | 19 Gio    | 20 Ven    | 21 Sab    | 22 Dom    | Sport |

## Medagliere
| Posiz. | Nazione                     | Oro | Argento | Bronzo | Totale |
| ------ | --------------------------- | --- | ------- | ------ | ------ |
| 1      | Italia                      | 31  | 32      | 33     | 96     |
| 2      | Colombia                    | 21  | 13      | 11     | 45     |
| 3      | Spagna                      | 19  | 8       | 22     | 49     |
| 4      | Francia                     | 11  | 13      | 14     | 38     |
| 5      | Germania                    | 10  | 14      | 10     | 34     |
| 6      | Stati Uniti                 | 9   | 12      | 3      | 24     |
| 7      | Cina                        | 8   | 11      | 6      | 25     |
| 8      | Rep. Ceca                   | 8   | 4       | 1      | 13     |
| 9      | Brasile                     | 7   | 5       | 1      | 13     |
| 10     | Taipei cinese               | 4   | 7       | 5      | 16     |
| 11     | Giappone                    | 3   | 5       | 5      | 13     |
| 12     | Lettonia                    | 3   | 3       | 4      | 10     |
| 13     | Belgio                      | 3   | 3       | 1      | 7      |
| 14     | Australia                   | 3   | 2       | 0      | 5      |
| 15     | Portogallo                  | 2   | 4       | 1      | 7      |
| 16     | Svizzera                    | 2   | 1       | 1      | 4      |
| 17     | Canada                      | 2   | 0       | 2      | 4      |
| 18     | Iran                        | 2   | 0       | 1      | 3      |
| 19     | Regno Unito                 | 1   | 3       | 2      | 6      |
| 20     | Argentina                   | 1   | 2       | 3      | 6      |
| 20     | Cile                        | 1   | 2       | 3      | 6      |
| 22     | Senegal                     | 1   | 0       | 2      | 3      |
| 22     | Atleti Individuali Neutrali | 1   | 0       | 2      | 3      |
| 24     | El Salvador                 | 1   | 0       | 1      | 2      |
| 25     | Slovacchia                  | 1   | 0       | 0      | 1      |
| 26     | Paesi Bassi                 | 0   | 4       | 3      | 7      |
| 27     | Polonia                     | 0   | 2       | 2      | 4      |
| 28     | Messico                     | 0   | 1       | 3      | 4      |
| 29     | Ecuador                     | 0   | 1       | 2      | 3      |
| 30     | Guatemala                   | 0   | 1       | 0      | 1      |
| 30     | Ucraina                     | 0   | 1       | 0      | 1      |
| 30     | Romania                     | 0   | 1       | 0      | 1      |
| 33     | Venezuela                   | 0   | 0       | 3      | 3      |
| 34     | Malaysia                    | 0   | 0       | 2      | 2      |
| 35     | Namibia                     | 0   | 0       | 1      | 1      |
| 35     | Paraguay                    | 0   | 0       | 1      | 1      |
| 35     | Hong Kong                   | 0   | 0       | 1      | 1      |
| 35     | Nuova Zelanda               | 0   | 0       | 1      | 1      |
| 35     | Danimarca                   | 0   | 0       | 1      | 1      |
| 35     | India                       | 0   | 0       | 1      | 1      |
| Totale | Totale                      | 155 | 155     | 155    | 465    |